# Szeretők (film, 1984)
A Szeretők 1983-ban készült, 1984-ben bemutatott magyar filmdráma, Kovács András rendezésében, Cserhalmi György és Kiss Mari főszereplésével.

## Cselekmény
Vera fiatal értelmiségi nő, aki azonban elvált létére is csak titokban találkozhat barátjával, Tamással. A közgazdászként dolgozó férfi ugyanis nős, és nem is akarja otthagyni a stabil családi háttérbázisát. Amikor Vera felismeri, hogy hiába próbál változtatni a helyzeten, másokkal kezd randizgatni, sőt külföldi állásajánlatokkal is kacérkodik, de valahogy semmi sem akar összejönni. Helyzetében az hozza el az alapvető változást, amikor egy szép napon, véletlenül meglátja barátját és annak feleségét egy kórházban, újszülött gyermekükkel együtt.

## Közreműködők

### Szereplők
- Kiss Mari – Ungvári Vera
- Cserhalmi György – Tordai Tamás
- Tábori Nóra – Vera anyja
- Reviczky Gábor – Balogh Tibor, Vera volt férje
- Bálint András – Robi, Vera volt évfolyamtársa
- Szirtes Ádám – Károly
- Borbáth Ottília – Anna, Tamás felesége
- Andorai Péter – Árkosi
- Blaskó Péter – Zsolt
- Cs. Németh Lajos – Delli
- Cserhalmi Erzsébet – Barnáné
- Leisen Antal –
- Gera Zoltán – Dékán
- Koltai Róbert – Plesch, autós hirdető
- Györffy László –
- Mányai Zsuzsa – Szigetiné
- Pathó István –
- Nagy Zoltán –
- Papp Zoltán –
- Némethy Ferenc – orvos
- Romhányi Rudolf –
- Saárossy Kinga –
- Sir Kati – Andrea
- Varga Tibor –
- Vitéz László –

### Alkotók
- Rendező: Kovács András
- Forgatókönyvíró: Gyurkovics Tibor, Kovács András
- Zeneszerző: Presser Gábor
- Operatőr: Bíró Miklós
- Díszlettervező: Banovich Tamás
- Dramaturg: Tóth Erika
- Jelmeztervező: Mátrai Teréz
- Vágó: Szécsényi Ferencné

## Kritikák, ismertetések a filmről
- Koltai Tamás: Szenvedő film. Kovács András: Szeretők Filmkultúra, 25. évfolyam, 1. szám (1984. január), 19-23. oldal; online hozzáférés: 2025. február 19.
- Nádra Valéria: Szeretők Kritika 13. évfolyam (1984) 5. szám, 29. oldal; online hozzáférés: 2025. február 19.
- Sas György: Szeretők Film Színház Muzsika, 28. évfolyam, 5. szám (1984. február 4.), 11. oldal; online hozzáférés: 2025. február 19.
- Oravecz Imre: Patt Élet és Irodalom, 28. évfolyam, 5. szám (1984. február 3.), 13. oldal; online hozzáférés: 2025. február 19.
- P. M.: Szeretők Kisalföld, 40. évfolyam, 35. szám (1984. február 11.), 7. oldal; online hozzáférés: 2025. február 19.

## Érdekességek
- A film külső helyszínes jelenetei közül többet is – jól felismerhető módon – a Moszkva téren vettek fel, bár a történetben ennek nem volna jelentősége.
- Ugyancsak a külső helyszínes jelenetek érdekességei közt említhető, hogy feltűnően sokszor – a történet által egyáltalán nem indokolt gyakorisággal – látható e képsorokon az 56-os buszjárat egy-egy busza, olykor olyan környéken is, amit a járat valójában sohasem érintett.